# Comuna Peciu Nou, Timiș
Peciu Nou este o comună în județul Timiș, Banat, România, formată din satele Diniaș, Peciu Nou (reședința) și Sânmartinu Sârbesc. S-a numit și Mielcu (1924-1925).

## Istorie

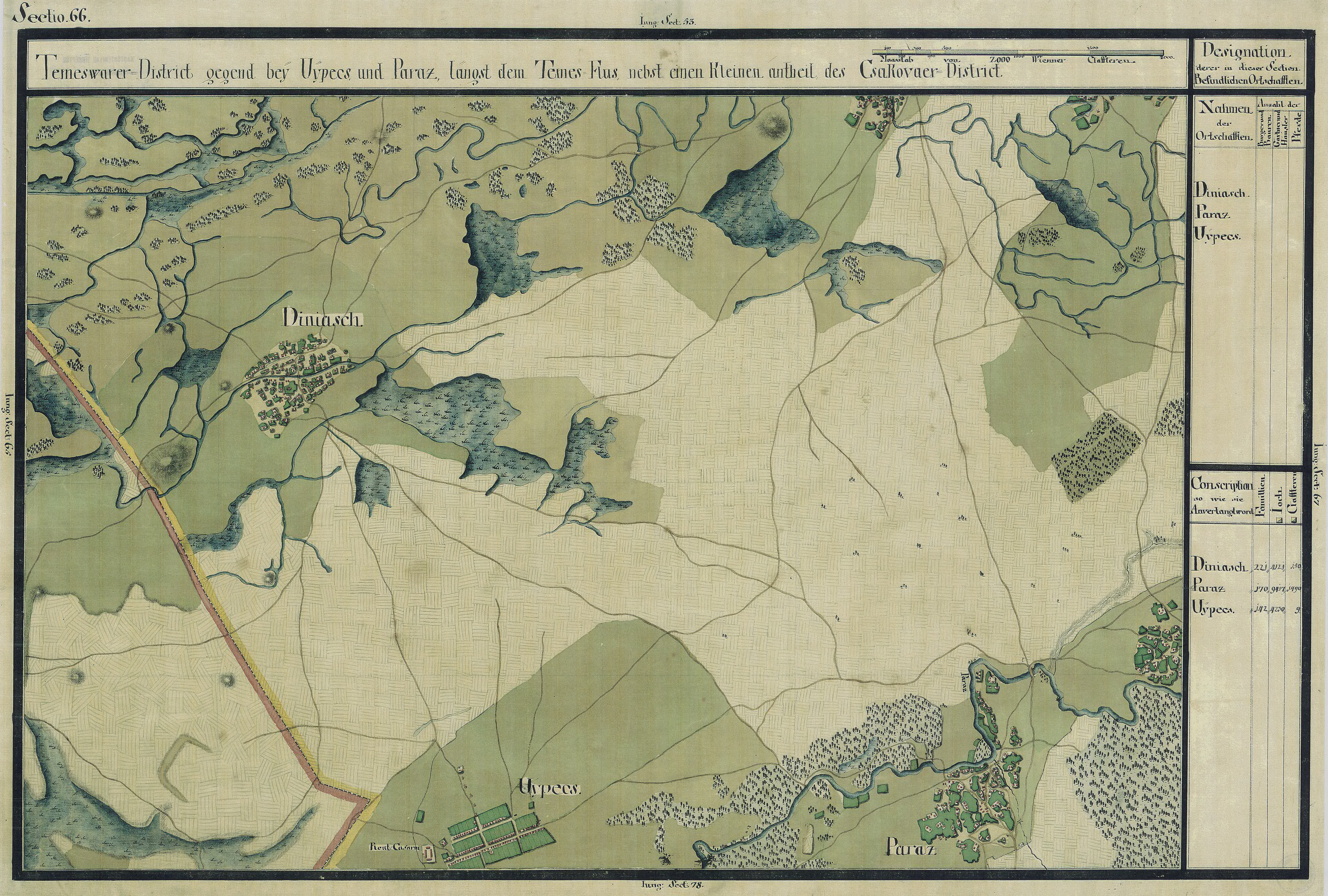
Peciu Nou în Harta Iosefină a Banatului, 1769-72

Peciul Nou este menționat documentar pentru prima dată în 1333, cu numele de Veybech. În secolul XVI a constituit un important punct de rezistență antiotomană. Atât la conscripția austriacă din 1717 cât și pe harta contelui Mercy din 1723-1725, satul nu este menționat. Primii coloniști sunt însă amintiți în 1723. După răscoala din 1736-1739, Peciul Nou avea 94 de familii germane. La conscripția din 1743 este consemnată ca localitate locuită de germani, cu numele de Uypez. S-a mai numit și Neu Wien (Uj Bécs)

## Populația (evoluție istorică)
Evoluția populației, structurată pe etnii:

## Politică
Comuna Peciu Nou este administrată de un primar și un consiliu local compus din 15 consilieri. Primarul, Gabriel-Răzvan Drăgan[*], de la Partidul Social Democrat, este în funcție din 2016. Începând cu alegerile locale din 2024, consiliul local are următoarea componență pe partide politice:
|  | Partid                       | Consilieri | Componența Consiliului | Componența Consiliului | Componența Consiliului | Componența Consiliului | Componența Consiliului | Componența Consiliului | Componența Consiliului |
|  | ---------------------------- | ---------- | ---------------------- | ---------------------- | ---------------------- | ---------------------- | ---------------------- | ---------------------- | ---------------------- |
|  | Partidul Social Democrat     | 7          |                        |                        |                        |                        |                        |                        |                        |
|  | Partidul Național Liberal    | 5          |                        |                        |                        |                        |                        |                        |                        |
|  | Alianța Dreapta Unită        | 2          |                        |                        |                        |                        |                        |                        |                        |
|  | Uniunea Sârbilor din România | 1          |                        |                        |                        |                        |                        |                        |                        |

Primarul comunei, Luchin Ignia, face parte din PNL iar viceprimarul Ioan Fărcălău din PD. Consiliul Local este constituit din 13 consilieri, împărțiți astfel:
|  | Partid                                     | Consilieri | Componența | Componența | Componența | Componența | Componența | Componența |
|  | ------------------------------------------ | ---------- | ---------- | ---------- | ---------- | ---------- | ---------- | ---------- |
|  | Alianța Dreptate și Adevăr (2 PD și 4 PNL) | 6          |            |            |            |            |            |            |
|  | Partidul Social Democrat                   | 5          |            |            |            |            |            |            |
|  | Uniunea Sârbilor din România               | 1          |            |            |            |            |            |            |
|  | Partidul Conservator (PUR)                 | 1          |            |            |            |            |            |            |

## Demografie
Componența etnică a comunei Peciu Nou
     Români (76,56%)
     Sârbi (8,38%)
     Maghiari (1,38%)
     Alte etnii (1,83%)
     Necunoscută (11,86%)
Componența confesională a comunei Peciu Nou
     Ortodocși (66,66%)
     Ortodocși sârbi (7,6%)
     Penticostali (6,23%)
     Romano-catolici (2,6%)
     Greco-catolici (1,6%)
     Alte religii (2,86%)
     Necunoscută (12,45%)
Conform recensământului efectuat în 2021, populația comunei Peciu Nou se ridică la 4.931 de locuitori, în scădere față de recensământul anterior din 2011, când fuseseră înregistrați 4.982 de locuitori. Majoritatea locuitorilor sunt români (76,56%), cu minorități de sârbi (8,38%) și maghiari (1,38%), iar pentru 11,86% nu se cunoaște apartenența etnică. Din punct de vedere confesional, majoritatea locuitorilor sunt ortodocși (66,66%), cu minorități de ortodocși sârbi (7,6%), penticostali (6,23%), romano-catolici (2,6%) și greco-catolici (1,6%), iar pentru 12,45% nu se cunoaște apartenența confesională.